# Spirograf (przyrząd)

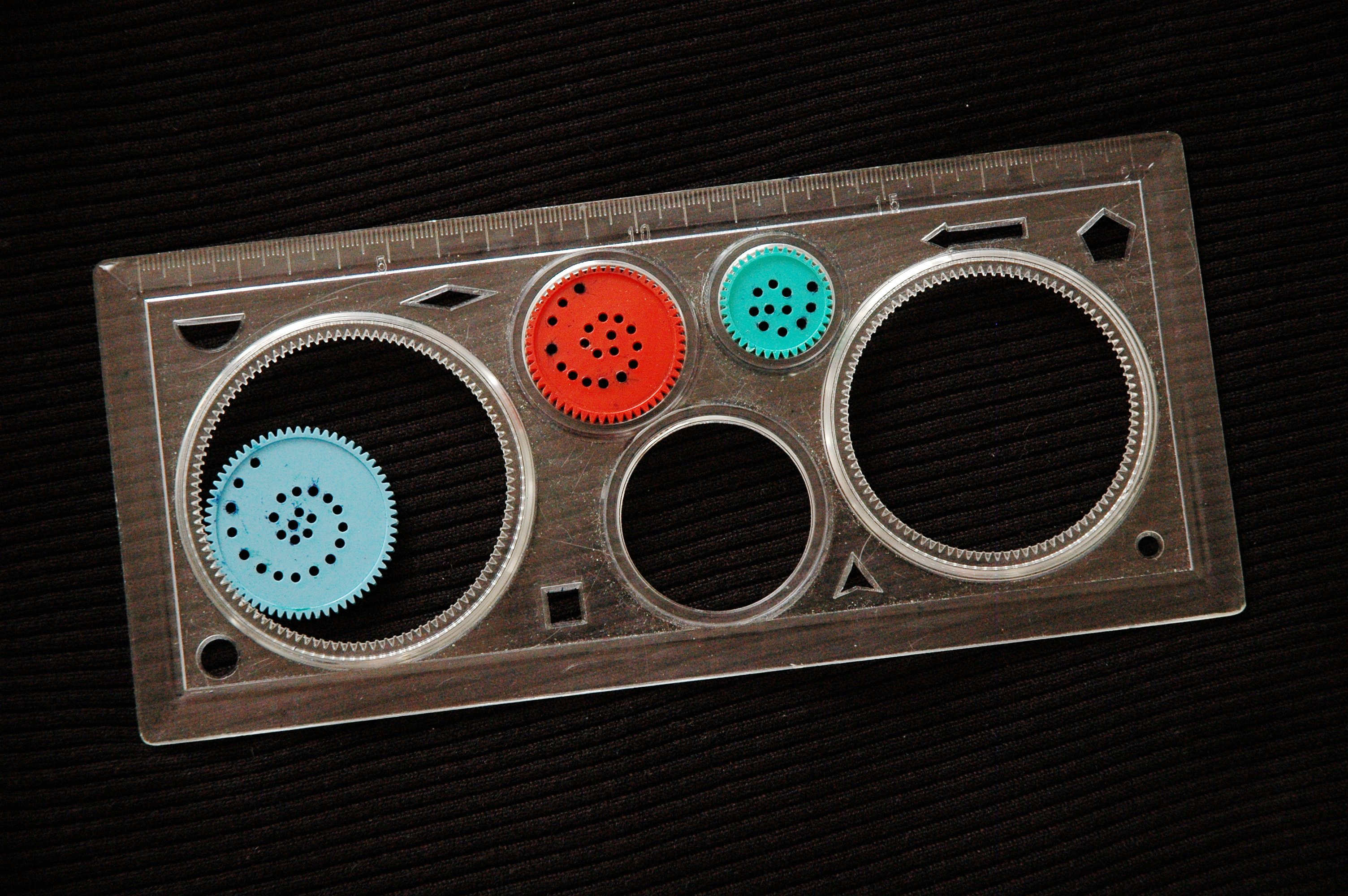
Spirograf rosyjski z 1980

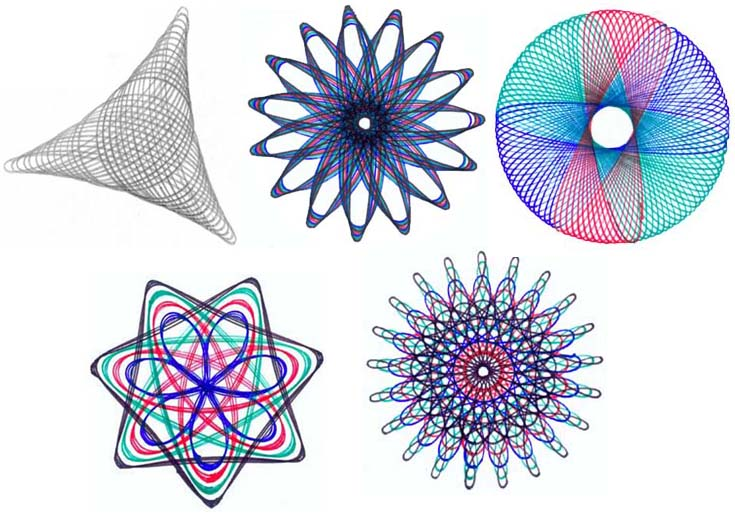
Przykłady figur rysowanych spirografem

Animacja działania spirografu

Spirograf – przyrząd do kreślenia spiral oraz skomplikowanych krzywych matematycznych jak hipotrochoida czy epicykloida.

## Historia
Wynaleziony i opatentowany w XIX wieku przez polskiego matematyka Brunona Abakanowicza. Ponownie opatentowany w 1965 roku przez angielskiego inżyniera Denysa Fishera, który zaprezentował go jako zabawkę dla dzieci na wystawie Nuremberg International Toy Fair w 1965 roku. Obecnie spirograf jest zarejestrowany przez przedsiębiorstwo Hasbro, Inc. jako zabawka geometryczna. Prawa dystrybucyjne posiada przedsiębiorstwo Kenner, Inc., która wprowadziła ją na rynek amerykański w 1966 roku.